# Saint-Mards-de-Blacarville
 Saint-Mards-de-Blacarville  là một xã của tỉnh Eure, thuộc vùng Normandie, miền bắc nước Pháp.